# Sekhukhune Ier
Sekhukhune Ier, né à Matsebe en 1814 et mort le 13 août 1882, est le chef suprême (« roi ») des Pedi, un peuple proche des Sotho, installé depuis le début du XVIIIe siècle au Transvaal, dans une région située dans les actuelles provinces du Limpopo et du nord du Mpumalanga, entre la rivière Vaal et le fleuve Limpopo.
Il règne du 21 septembre 1861 jusqu'à son assassinat, le 13 août 1882, perpétré par son rival et demi-frère, Mampuru II. En tant que dirigeant, il doit faire face à l'avancée du peuplement boer, à la république sud-africaine, à l'Empire britannique et aux changements sociaux considérables amenés par les missionnaires chrétiens.
Sekhukhune mène deux guerres importantes. La première, qu'il gagne, se déroule en 1876, et l'oppose à la République du Transvaal et ses alliés Swazi. La seconde, contre les Britanniques et les Swazi, en 1879, est perdue. Ces deux guerres sont appelées « guerres de Sekhukhune »,. Sekhukhune, vaincu, est emprisonné à Pretoria jusqu'en 1881. Après son retour en son royaume, il est mortellement poignardé en 1882, à Manoge par son demi-frère et adversaire, Mampuru II,.

## Biographie
Sekhukhune est le fils de Sekwati Ier, auquel il succède à la mort de ce dernier, le 20 septembre 1861, supplantant son demi-frère Mampuru, pourtant premier dans l'ordre de succession, qui est soutenu par la fraction christianisée des Pedi. Les autres membres de la fratrie, frères et demi-frères, sont Legolwana, Johannes Dinkwanyane et Kgoloko. Sekhukhune épouse Legoadi IV en 1862 et s'installe à Thaba Mosego, dans les montagnes de Leolo,,, qu'il fortifie. Afin de renforcer son royaume et tenter de se préserver de la colonisation européenne, il envoie ses jeunes sujets travailler dans les mines et dans les fermes pour le compte des Blancs et il utilise leurs salaires pour se fournir en armes à feu et en bétail auprès des Portugais de la baie de Delagoa.
Durant son règne, le royaume est divisé ; son accession au trône est contestée par les partisans de Mampuru qui le considèrent comme un usurpateur et, quoique les Pedi ne connaissent pas une christianisation massive, il se crée une faction christianisée par les missions luthériennes autorisées à s'installer par Sekwati. Les missionnaires sont peu favorables au maintien du royaume et à Sekhukhune, considérant qu'il est un obstacle à la christianisation et qu'ils sont victimes de persécution.

## Guerres de Sekhukhune

### Précédents
Le père de Sekhukhhune, Sekwati Ier, s'oppose aux Trekboers lorsque ces derniers arrivent dans la région. En 1838, il les vainc à la bataille de Phiring. En 1846, ces mêmes Boers prétendent s'installer sur des terres à l'est de la rivière Steelpoort (en), dont ils disent qu'elles leur ont été vendues par les Swazi ; ils sont de nouveau repoussés. Les tensions entre les deux groupes sont telles qu'en 1853 Sekwati décide d'abandonner sa capitale sise à Phiring pour s'installer dans une position montagneuse plus aisée à défendre militairement, Thaba Mosego.

### Première guerre de Sekhukhune
Le 16 mai 1876, Thomas François Burgers, président de la république sud-africaine du Transvaal, à la recherche de terres pour le développement de son État, prétextant un vol de chariot et l'incendie d'une mission allemande, deux fausses nouvelles,  déclare la guerre à Sekhukhune et aux Pedi pour « mettre fin à la menace Sekhukhune ». Ses troupes marchent sur Thaba Mosego où se trouve Johannes Dinkwanyane (en), demi-frère de Sekhukhune, qui administre là une partie du royaume. Le roi vient au secours de son demi-frère, et il parvient à repousser l'armée du Transvaal au début d'août 1876. En septembre, Sekhukhune attaque à son tour une position boer, Fort Burgers, près de l'actuel Burgersfort (en) ; il n'arrive pas à la prendre, mais il tue plusieurs adversaires et s'empare du bétail qu'il considère qu'on lui a volé, ce qui était le but recherché. T.F. Burgers utilise ensuite les services du Lydenburg Volunteer Corps, des mercenaires commandés par l'Allemand Conrad von Schlickmann, qui sera tué à la fin de cette même année dans une embuscade, lesquels perpètrent des exactions dans la vallée de la rivière Steelpoort (en) (ou rivière Tubatse). Les harcèlements réciproques se poursuivent et les Pedi sont dans l'incapacité de semer leurs récoltes ; Sekhukhune est amené à faire des offres de paix. Le 16 février 1877, les deux parties belligérantes, avec la médiation d'Alexander Merensky, un missionnaire allemand qui avait converti Johannes Dinkwanyane, signent un traité de paix à Botshabelo. L'incapacité des Boers à soumettre Sekhukhune et les Pedi coûte son poste à Thomas Burgers, remplacé par Paul Kruger, qui ne peut cependant s'opposer à l'annexion par les Britanniques, dirigés par Theophilus Shepstone, de la république sud-africaine du Transvaal, le 12 avril 1877,.

### Seconde guerre de Sekhukhune
Les Britanniques, hostiles aux Boers, soutiennent politiquement les Pedi lors de la première guerre de Sekhukhune. Néanmoins, ils justifient l'annexion de la république et la création de la colonie britannique du Transvaal par, entre autres, l'incapacité des Boers à pacifier la région, ce qui menace les colonies du Cap et du Natal. À l'origine, Sekhukhune ne refuse pas totalement la tutelle britannique, à l'inverse de celle des Boers, et il envisage éventuellement que son territoire puisse devenir un dominion ou un protectorat, à l'instar du Basutoland de Moshoeshoe. Mais, après l'annexion, les Britanniques entendent incorporer le territoire des Pedi dans la nouvelle colonie. En mars 1878, le capitaine Clarke, est envoyé pour soumettre le roi ; il est mis en déroute. Après cela, une force de 1 800 hommes, dirigés par le colonel Rowlands, fait une autre tentative entre août et octobre 1878, une nouvelle fois sans succès. Une troisième tentative, en juin-juillet 1879, sous le commandement du colonel Lanyon, échoue elle aussi. 
Les Britanniques qui sont, à ce moment, engagés dans des guerres coloniales dans la colonie du Cap, dans la colonie du Natal, au Lesotho (prémices de la guerre des armes à feu), contre les Ashanti du Ghana, et, hors du continent africain, en Afghanistan et à Chypre, attendent avant de défier à nouveau Sekhukhune. Après la bataille d'Ulundi, le 4 juillet 1879, dernier affrontement de la guerre anglo-zouloue, l'effort militaire britannique redevient possible. En novembre 1879, Garnet Joseph Wolseley, à la tête de 2 000 soldats britanniques et 10 000 Swazi, défait son adversaire à l'occasion d'une bataille à Thaba Mosego, qui fait rage du 28 novembre au 2 décembre 1879. Sekhukhune est capturé et, le 9 décembre 1879, il est emprisonné à Pretoria,.

### Suites et conséquences

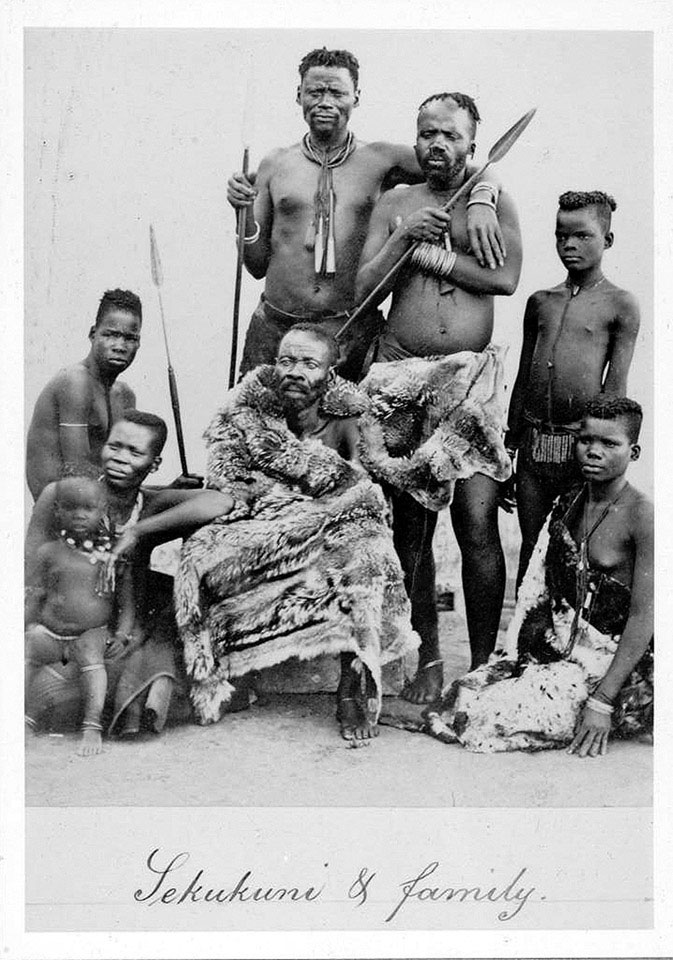
Le roi Sekhukhune et sa famille, vers 1878-1879.

Le 3 août 1881, le traité de Pretoria, mettant fin à la première guerre des Boers, est signé. Il prévoit, par son article 23, que Sekhukhune doit être relâché. Sa capitale ayant été rasée par le feu, ce dernier s'installe à Manoge. Le 13 août 1882, il est assassiné par son demi-frère, Mampuru II, qui affirme être le roi légitime. Mampuru s'enfuit, mais il est capturé par les Boers, jugé sous l'accusation de meurtre, et pendu à Pretoria le 21 novembre 1883,.

## Postérité
The Times, journal londonien, qui à l'époque n'a guère l'habitude de rapporter la mort des dirigeants africains, publie, le 30 août 1882, un article à son sujet, rappelant sa résistance contre les Boers et les Britanniques :
« … We hear this morning … of the death of one of the bravest of our former enemies, the Chief Sekhukhune… The news carries us some years back to the time when the name of Sekhukhune was a name of dread, first to the Dutch and then to the English Colonists of the Transvaal and Natal… »
— The Times

« Nous apprenons ce matin […] la mort de l'un des plus courageux de nos anciens ennemis, le chef Sekhukhune […] La nouvelle nous ramène quelques années en arrière, à l'époque où le nom de Sekhukhune était un nom redoutable, d'abord pour les colons néerlandais, puis pour les colons anglais du Transvaal et du Natal. »
Après la mort de Sekhukhune le royaume Pedi est divisé en petites entités dirigées par des commissaires autochtones. Son petit-fils, Sekhukhune II, dans une volonté de restaurer le royaume et de venger son grand-père, s'affronte aux factions pedi qui ne le reconnaissent pas, notamment les Pedi christianisés, lesquels, depuis 1865, sont officiellement autorisés par la république boer d'Afrique du Sud à porter les armes. Profitant des débuts de la seconde guerre des Boers, Sekhukhune II lance le 10 juin 1900 une attaque contre Kgolane, un dirigeant mis en place par les Boers de la république  du Transvaal. Il attaque ensuite Mamone, le 8 août, mais il est repoussé par les Boers et ses opposants pedi qui sont Malekutu, Tisane et Kgolane. Des combats sporadiques se poursuivent jusqu'à l'occupation de Lydenburg par les Britanniques en septembre 1900. La défaite de Sekhukhune II marque la fin de la résistance pedi. Les Pedi christianisés aideront notamment les Britanniques dans leurs efforts contre la guérilla boer.
Le district de Sekhukhune, dans l'actuelle province du Limpopo, porte son nom depuis 2000 ; la région est aussi appelée Sekhukhuneland. Cela fait du roi le seul monarque africain à avoir une région et un district portant son nom[réf. souhaitée].
La mémoire de Sekhukhune Ier continue à être commémorée.